# Philygria posticata
Philygria posticata är en tvåvingeart som först beskrevs av Johann Wilhelm Meigen 1830.  Philygria posticata ingår i släktet Philygria och familjen vattenflugor. Arten är reproducerande i Sverige. Inga underarter finns listade i Catalogue of Life.